# Woodland (Mississippi)
Woodland è un comune (village) degli Stati Uniti d'America, situato nella contea di Chickasaw, nello Stato del Mississippi.